# Ist ja irre – Cäsar liebt Cleopatra
Ist ja irre – Cäsar liebt Cleopatra (Originaltitel: Carry on Cleo) ist der zehnte Teil der Carry-On-Filmreihe und eine Parodie auf Sandalenfilme, Monumentalfilme und Historienschinken aller Art.

## Inhalt
Im Zuge der römischen Eroberung Britanniens geraten zwei Briten, ausgerechnet mit den Namen Hengist Pod und Horsa, in römische Gefangenschaft. Hengist ist ein tumber Tropf, dessen Beruf Radmacher ist. Dummerweise macht er quadratische Räder. In Rom angekommen, gelingt den beiden die Flucht in den Tempel der Vesta. Dort geraten sie in einen Hinterhalt und retten Cäsar das Leben. Horsa kann entkommen, und Hengist wird aus Dankbarkeit von Cäsar zu seinem Leibwächter befördert. Unterdessen hat sich der von Cäsar nach Ägypten geschickte Mark Anton in Kleopatra verliebt. Diese möchte aber nur eine Liaison auf monarchischer Ebene – Mark Anton soll Cäsar beseitigen und an seiner statt Imperator werden. Also wird Cäsar zugetragen, dass Kleopatra ihn unbedingt kennenlernen will. Nun bricht er mit seinem Leibwächter und seinem orakelwütigen Schwiegervater Seneca auf, den seine Frau Calpurnia als Aufpasser mitschickt. Nach einem gescheiterten Attentat auf hoher See kommt man in Ägypten an. Hier muss sich Cäsar, der mächtigste Mensch der Welt, zunächst eine Abfuhr an der Tür von Kleopatras Palast abholen. Trotzdem gibt es ein Treffen mit der Pharaonin, und mehrfach versuchen Kleopatra und Mark Anton, Cäsar zu töten. Da Seneca jedoch einen ägyptischen Seher gefunden hatte, der den Tod Cäsars vorausgesehen hatte, musste Hengist seine Position mit Cäsar tauschen. Auch der letzte Versuch, bei einem amourösen Beisammensein Cäsar zu töten, scheitert. Mithilfe der geflohenen Sklaven unter der Führung Horsas gelingt den Römern die Flucht. Horsa und Hengist kehren nach Britannien zurück und werden glücklich, Cäsar wird jedoch im Senat erdolcht.

## Zitate
- Julius Caesar: “Infamy! Infamy! They’ve all got it in for me!”

(Dieser Spruch wurde zum meistzitierten aller Carry-On-Filme; er ist in England zum Sprichwort geworden, das seinen Weg in den englischen Alltagswortschatz gefunden hat.)
- Julius Caesar: “Friends, Romans, …”

Diverse Leute in diversen Situationen: “… Countrymen.”
Julius Caesar: “I know!”
(Eine wiederholt vorkommende Anspielung auf das Drama Julius Caesar von William Shakespeare.)
- Hengist Pod: “I think someone’s making a convenience of you!” (zu Horsa, dem das Monogramm WC auf den Arm gebrannt wurde, da er von einer fülligen Dame namens Willa Claudia auf dem Sklavenmarkt erstanden wurde.)